# Canut I de Suècia

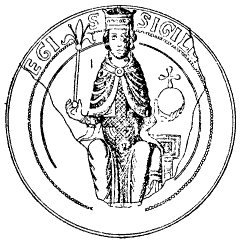
Segell del rei Canut I de Suècia

Knut Eriksson (Canut I de Suècia) (abans de 1150 - 1195 o 1196). Rei de Suècia des de 1167 (a tot el regne des de vers 1172) fins a la seva mort. Fill d'Èric el Sant i de Cristina Bjørnsdatter.
Pujà al tron en un clima d'enfrontament entre la seva família, la Casa d'Èric, i la Casa de Sverker. Com rei va cercar d'enfortir el poder reial i va establir relacions diplomàtiques amb altres estats.

## Biografia
Després de l'assassinat del seu pare Èric el Sant el 1160 a mans d'homes dels Sverker, Canut va haver de fugir de Suècia, perseguit pels seus enemics, i sembla que es va refugiar a Noruega. Va tornar al seu país el 1167, i aquest mateix any va matar el rei Carles VII. Llavors Canut va poder accedir al tron, però durant els primers anys del seu govern es va veure embolicat en una guerra amb els nebots de Carles, Kol i Boleslau Sverkersson, que pretenien prendre el poder en el regne amb l'ajuda de Dinamarca. Al voltant de 1172, els germans van ser derrotats i Canut, que llavors tenia uns 23 anys, va poder governar a tot el país.
Durant el govern de Canut es va efectuar el primer tractat comercial documentat entre Suècia i un altre estat, concretament amb la ciutat lliure alemanya de Lübeck. El tractat va ser facilitat per un acord entre Canut i Enric el Lleó, duc de Saxònia i de Baviera i llavors l'home fort d'Alemanya. Canut també va establir relacions diplomàtiques amb el rei Enric II d'Anglaterra i fins i tot s'ha assenyalat que va rebre una sol·licitud de suport militar per part de l'emperador romà d'Orient Aleix III. Les relacions amb Noruega van millorar després del matrimoni del rei Sverre I de Noruega amb Margarida, la germana de Canut. Amb Dinamarca, les relacions diplomàtiques van ser més aviat tibants, atès que aquest regne donava suport a la Casa de Sverker en la seva lluita per recuperar el poder.
Els documents més antics que es conserven d'un rei suec daten del temps del rei Canut. També es conserven monedes encunyades en aquest període. Canut va cercar enfortir l'estat mitjançant l'establiment d'una administració fortament centralitzada.
Se sap que l'esposa de Canut va ser una dona devota. Contragué una malaltia que la va conduir prop de la mort, pel que va fer vots de reclusió en un convent. Quan va sanar, Canut va demanar al papa que li aixequés els vots.
Va morir durant la tardor de 1195 o, segons altres fonts, en la primavera de 1196 i va ser sepultat a l'església del monestir de Varnhem, on Magnus Gabriel De la Gardie li col·locaria, en el segle xvii, una làpida funerària. Va ser succeït pel fill del seu enemic Carles VII, Sverker II Karlsson.

## Família
S'esposà amb una dona sueca de nom indeterminat, amb la qual procreà quatre fills i una filla: 
1. Jon (mort el novembre de 1205 a la batalla d'Älgarås).
2. Canut (mort el novembre de 1205 a la batalla d'Älgarås).
3. Joar (mort el novembre de 1205 a la batalla d'Älgarås).
4. Èric X Knutsson (c. 1180 - 10 d'abril de 1216), rei de Suècia després de derrotar Sverker II a la batalla de Lena (31 de gener de 1208) fins a la seva mort.
5. Sigrid.